# Waldbierg
Waldbierg är en kulle i Luxemburg. Den ligger i kommunen Parc Hosingen, i den norra delen av landet, 49 kilometer norr om staden Luxemburg. Toppen på Waldbierg är 466 meter över havet.